# أخبار العالم المغربية
أخبار العالم المغربية هي صحيفة رقمية تُصدَرُ بثلاث لغات مختلفة وهي اللغة العربية، الفرنسية واللغة الانجليزية. يقع المقر الرئيسي للصحيفة في مدينة نيويورك بالولايات المتحدة. تأسّست جريدة أخبار العالم المغربية عام 2011 على يد رجل الأعمال المغربي سمير بنيس، رفقة عدنان بنيس وانطلقت من الرباط عاصمة المغرب قبل إن تتخد من نيويورك مقراً لها.
وصف أندرو ر. سميث ، الأستاذ في قسم الاتصال والصحافة والإعلام في جامعة إيدنبورو ، أخبار العالم المغربية بأنها «مصدر مخزني».

## التاريخ
تأسّست أخبار العالم المغربية  في شهر أيار/مايو من عام 2011 على يدِ المستثمر سمير بنيس رفقة رائد الأعمال الآخر عدنان بنيس. تنشر الجريدة أخبارا عن دولة المغرب بشكل خاص وعن منطقة الشرق الأوسط وشمال أفريقيا بشكل عام؛ كما تهتم بمجموعة من المواضيع على رأسها السياسة، الاقتصاد، العلاقات الدولية، التكنولوجيا والرياضة وقضية الصحراء الغربية. تعترف مجموعة من وكالات الأنباء بمصداقية هذه الجريدة كما تنقل الكثير من المنظمات الحقوقية مقالات عن جريدة الأخبار العالمية المغربية باعتبارها مصدر أخبار كما تُحاول جريدة واشنطن بوست ذائعة الصيت الانفتاح على مناطق ودول شمال أفريقيا من خلال مقالات وأخبار هذه الجريدة، ونفس الأمر بالنسبة لقناة العربية الإنجليزية، ونيوز ناو البريطانية جنبا إلى جنب مع صحيفة هاآرتس.